# Alexandru Lascarov-Moldovanu
Alexandru Lascarov–Moldovanu (n. 5 aprilie 1885, Tecuci - d. 18 aprilie 1971, București) a fost un jurist, avocat, prozator și publicist român.

## Familia
A fost fiul lui Alexandru Lascaroff și al soției acestuia Zoe, născută Ionescu. Alexandru Lascaroff, a fost coleg cu Alexandru Vlahuță și cu Nicolae Petrașcu, despre care a lăsat câteva amintiri. Zoe era fiica marchitanului bârlădean Anghel Ionescu și a fost directoarea Școlii de fete din Tecuci.

## Studii
Primii ani de studii îi face la Școala Primară nr. 1 de băieți și Gimnaziul Real din Tecuci. Începe studiile liceale la Liceul „Gheorghe Roșca Codreanu” din Bârlad și le continuă la Liceul Internat din Iași (1899-1902). Frecventează Facultatea de Drept a Universității din București unde obține Licența în drept în 1906.

## Activitate administrativă, juridică și politică
Numit administrator de plasă în județul Covurlui. De aici se mută la Tulcea și apoi la Focșani. La Focșani practică avocatura. S-a numărat printre întemeietorii primelor biblioteci publice din Tecuci (1907) și Focșani (1910). Este mobilizat și participă la operațiunile militare din Bulgaria în 1913. Participă la primul război mondial. După război își reia activitatea la Focșani, după care se mută la București.
Lucrează la Fundația culturală „Principele Carol”, la Direcția Educației Poporului și la Radio. A fost membru al Partidului Naționalist-Democrat al lui Nicolae Iorga și a fost ales senator în 1931-1932. Colaborează asiduu, cu articole, nuvele, povestiri, fabule, satire, amintiri, mai ales pe teme moral-educative, la Ramuri, Flacăra, Adevărul literar și artistic, Lamura, Viața literară, Țara de Jos, Țara noastră, Universul literar, Universul copiilor, Dimineața copiilor, Fântâna darurilor, Biruința, Tinerimea creștină, Satul, Țara Bârsei, Flori de crin, Ortodoxia, Progresul, România, Timpul și alte publicații periodice. A fost redactor la Neamul Românesc. Conferențiar la Societatea de Radio (15 conferințe în 1930; 20 conferințe în 1931; 6 conferințe în 1932; 22 conferințe în 1933; 25 conferințe în 1934; 23 conferințe în 1935). Este „licențiat din serviciu” la 28 ianuarie 1948.

## Aprecierea operei
George Călinescu îi consideră opera drept folositoare din punct de vedere educativ. Ca nuvelist și romancier el evocă idile patriarhale și compătimește pe invinșii cu suflet inocent. Prin conferințe, prin romane alegorice, el desfășoară o vrednică activitate de propagandist creștin.
Eugen Lovinescu clasifică literatura lui Alexandru Lascarov–Moldovanu ca o literatură sămănătoristă întârziată, cu răgazuri și lungimi de om care are înaintea sa eternitatea, cu sfătoșenie moldoveană, lipsită de nerv și concentrare, cu poezie exterioară a naturii, cu sentimentalism față de toate nimicurile, cu fărâme mici de fapte în cadre mari, cu duioșie continuă și cu umor aproximativ, cu o atmosferă mătăsoasă lipsită de noutate. Toate acestea se scurg în pânza domoală a unei povestiri somnolente și duioase.
Alexandru Piru apreciază pe autorul prolific, cu nuvele și romane morale, didactice și naive. Dumitru Murărașu îi rezervă un loc aparte în literatura tradițională româmă. Consideră că este superior lui Ion Agârbiceanu prin calități de fond și de expresie. Opera lui constituie o oază de candidă umanitate. Un leit-motiv al operei lui este constituit de legătura dintre ființa noastră trecătoare și pământul etern. Apreciază patriarhaismul fermecător din Biserica Năruită. Mamina este descrisă ca un roman al devotamentului, al credinței strămoșești și al legăturii dintre om și pământ. Cohortele morții sunt crâmpeie din războiul Unității, prinse de un adevărat artist. Victor Durnea remarcă un talent cert de povestitor, un lirism molcom, întemeiat pe o reală sensibilitate față de natură și de soarta lumii de la țară, o undă de umor ce învinge uneori tonul elegiac și coloritul idilic. Segmente pur literare, adesea veritabile nuvele și povestiri, sunt cuprinse în numeroasele scrieri de edificare morală și religioasă, destinate sătenilor. Ceea ce le distinge este profunda credință a scriitorului, precum și o veritabilă conștiință de misionar. Acesteia i se datorează și cele mai multe dintre tălmăcirle efectuate de Lascarov-Moldovanu.

## Scrieri publicate

### Originale
- „Petre Liciu”, Focșani, 1914
- „Zile de campanie”, București, 1915
- „Povestirile lui Spulber”, Craiova, 1921
- „Hotare și singurătăți”, București, 1922
- „Revoluția de mâine... ”, București, 1925
- „Fabule și satire”, Arad, 1925
- „În grădina lui Naș Mușat”, București, [1926]
- „Nopți de Moldova”, București, 1926
- „Înseninare... ”, Craiova, 1928
- „Domnul președinte”, București, [1928]
- „Antologia Dobrogei”, în colaborare cu Apostol D. Culea, București, 1928
- „Cohortele morții”, București, 1930
- „Pe drumuri de țară... ”, București, [1930]
- „Pe urma vijeliei”, București, 1931
- „Ceas de cumpănă”, București, 1931
- „Biserica năruită”, București, [1932]
- „Casa din pădure”, București, 1932
- „Schitul cu plopi”, Sibiu, 1833
- „Mamina”, București, 1934
- „Omul care tace... ”, București, [1935]
- „Flori creștine”, București, [1935]
- „Romanul furnicei”, București, [1936]
- „Întoarcerea lui Andrei Pătrașcu”, București, [1936]
- „Tătunu”, București, [1937]
- „La apusul soarelui”, București, 1938
- „Cruce și naționalism”, București, [1938]
- „Drumuri... ”, București, [1938]
- „Alte flori creștine”, București, [1939]
- „Furnica, București”, [1940]
- „Stând la foc... ”, București, [1941]
- „Fabule, București”, [1942]
- „Amintiri cu învățători”, București, [1943]
- „Cutreierând Basarabia dezrobită”, f.l., 1943
- „Buga”, București, 2002

### Traduceri
- Ivan Turgheniev, Anciar sau Apele morții, București, [1912]
- Eugène Fromentin, Dominique, București, 1922
- Alphonse Daudet, Scrisori din moara mea”, București, 1923
- Nicolae Iorga, Istoria românilor și a civilizației lor, București, 1929
- Viețile Sfinților, volumele I-VII, București, [1934-1941]
- Samuel Smiles, Ajută-te singur sau Caracter, purtare și stăruință, București, [1935]
- Tălmăciri alese din Sf. Ioan Gură-de-Aur, București, [1937]
- Nicholas Patrick Stephen Wiseman, Fabiola sau Biserica din catacombe, București, [1937]
- Vladimir Ghika, Femeia adulteră, Săbăoani, [1938]
- John Lübbock, Fericirea de a trăi, București, 1939
- Bernardin de Saint Pierre, Paul și Virginia, București, [1939]
- Oliver Goldsmith, Preotul din Wakefield, București, 1940
- Asemănarea cu Domnul Hristos (Imitatio Christi) și Meditațiile lui Lammenais, București, [1940]
- Jules Sandeau, Magdalena, București, 1941
- Alphonse Daudet, Din uimitoarele isprăvi ale lui Tartarin din Tarascon, București, 1942
- Daniel Defoe, Viața și aventurile lui Robinson Crusoe, București, [1945]

Are numeroase opere religioase originale, dar și traduceri, păstrate în manuscris, la Biblioteca Sfântului Sinod din București

## Distincții
- Ordinul Meritul Cultural, în gradul de Cavaler cl. II, pentru litere (1 februarie 1943)[1]